# Peperomia dusenii
Peperomia dusenii är en pepparväxtart som beskrevs av C. Dc.. Peperomia dusenii ingår i släktet peperomior, och familjen pepparväxter. Inga underarter finns listade i Catalogue of Life.